# Interliga (hockey sur glace)
Pour les articles homonymes, voir Interliga.
L'Interliga est une ligue de hockey sur glace regroupant les meilleures équipes slovènes, croates et hongroises. 

## Historique
L'Interliga est créée en 1999 en remplacement de l'Alpenliga. Elle comprend huit équipes, 4 autrichiennes, deux slovènes et deux hongroises. En 2000, les clubs autrichiens se retirent de la compétition. Les clubs croates et yougoslaves intègrent alors la ligue.

## Palmarès
- 2000 : EC Klagenfurt AC
- 2001 : HDD ZM Olimpija
- 2002 : HDD ZM Olimpija
- 2003 : Alba Volán Székesfehérvár
- 2004 : Podhale Nowy Targ
- 2005 : HK Jesenice
- 2006 : HK Jesenice
- 2007 : Alba Volán Székesfehérvár